# Verena Holmes
Pour les articles homonymes, voir Holmes.
Verena Winifred Holmes, née le 23 juin 1889 et morte le 20 février 1964, est une ingénieure britannique et inventrice pluridisciplinaire, première femme élue membre de l'Institution of Mechanical Engineers (1924) et de l'Institution of Locomotive Engineers (1931), et fervente partisane de l'intégration des femmes dans l'ingénierie. Elle est l'un des premiers membres de la Women's Engineering Society, dont elle est la présidente en 1931,. Elle est la première ingénieure en exercice à occuper le poste de présidente de l'association,.

## Jeunesse
Elle est née à Highworth, Ashford, de mère Florence Mary Holmes (née Syme) (décédée en 1927) et de père Edmond Gore Alexander Holmes, inspecteur en chef des écoles élémentaires pour l'Angleterre. Son frère, Maurice Gerald Holmes (1885-1964), devient un haut fonctionnaire britannique,,. Sa sœur Flora (Florence Ruth Holmes, connue sous le nom de Ruth, 1881-1969) est écrivaine,.
Holmes fait ses études à l'école pour filles Oxford High School. Après avoir quitté l'école, elle travaille brièvement comme photographe avant que le déclenchement de la première guerre mondiale ne lui permette de commencer à travailler chez le fabricant d'hélices en bois Integral Propeller Company. En parallèle, Holmes suit des cours du soir au Shoreditch Technical Institute. Elle déménagé ensuite à Lincoln pour travailler pour le fabricant de moteurs industriels Ruston and Hornsby, où elle commence en tant que superviseure des femmes employées. Grâce à l'assouplissement des conditions de travail en temps de guerre, elle peut suivre un apprentissage au sein de l'entreprise et, en 1919, elle travaille au bureau d'études. Contrairement à la plupart de ses contemporains, elle continue d'être employée par l'entreprise après la fin de la guerre. Comme lorsqu'elle travaille à Hendon, Holmes suit des cours techniques dans un collège technique local.
En 1922, Holmes est diplômée de l'université de Loughborough, avec une licence en ingénierie. Parmi ses camarades de classe à Loughborough figure l'ingénieure et voyageuse internationale Claudia Parsons.

## Carrière professionnelle
Ses spécialités techniques comprennent les moteurs marins et de locomotives, les diesel et les moteurs à combustion interne. Elle devient membre associé de l'Institute of Marine Engineers en 1924 et a été la première femme à être admise à l'Institution of Locomotive Engineers en 1931.
En 1925, Holmes crée sa propre société de conseil et brevète un certain nombre d'inventions, dont l'appareil Holmes et Wingfield pneumo-thorax pour le traitement des patients atteints de tuberculose, une lampe frontale de chirurgien, une soupape à clapet pour locomotive à vapeur et des soupapes rotatives pour les moteurs à combustion interne. Elle dépose des brevets pour douze inventions concernant des dispositifs médicaux et des composants de moteurs,. From 1928 to 1931 she worked at the North British Locomotive Works, Glasgow, and from 1931 to 1939 at Research Engineers Ltd.
Pendant la Seconde Guerre mondiale, Holmes travaille sur l'armement naval et, en 1940, devient conseillère d'Ernest Bevin, le ministre du travail, pour la formation des ouvriers de l'armement. Elle est nommée officier technique au siège du Ministère du travail (1940-1944).

## Soutien à l'ingénierie pour les femmes
Avec Caroline Haslett et Claudia Parsons, Holmes participe activement à la Women's Engineering Society (WES), fondée en 1919. Elle occupe plusieurs fonctions au sein de cette société, dont celle de présidente en 1930 et 1931, et participe aux discussions complexes sur l'orientation de l'organisation qui conduisent à la démission de la deuxième présidente Katharine Parsons en 1925. Elle est déléguée à la première conférence internationale des femmes dans les domaines de la science, de l'industrie et du commerce en juillet 1925. En 1927, elle participe à un débat sur l'importance relative de l'ingénierie commerciale et technique dans les conditions actuelles, en défendant le point de vue technique, contre sa collègue Elizabeth M. Kennedy, membre du WES, qui soutenait le point de vue commercial.

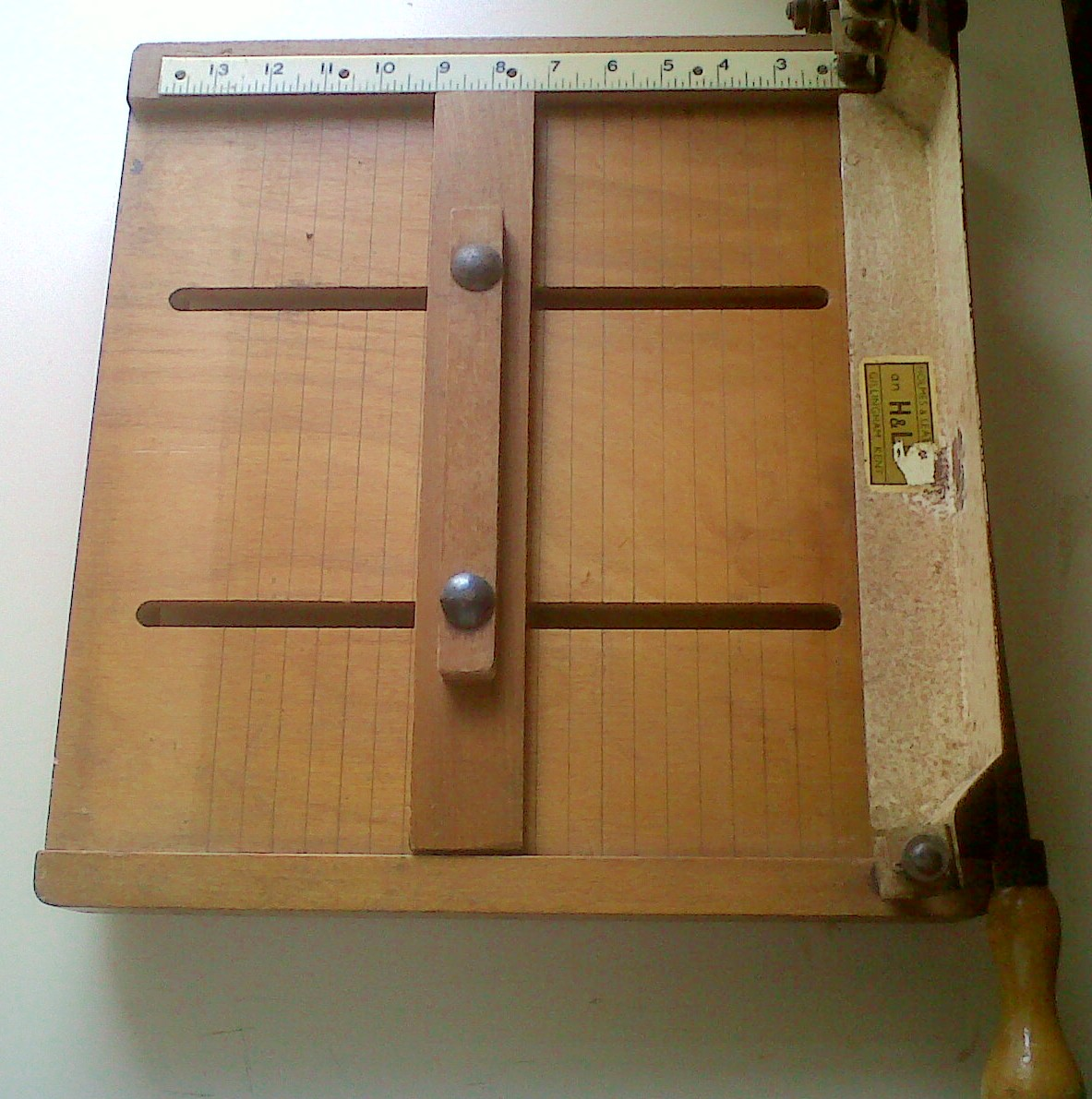
Massicot de sécurité Holmes & Leather

Son action en faveur des femmes dans l'ingénierie est en partie fondée sur sa propre expérience ; bien qu'elle ait été admise à l'Institution of Mechanical Engineers en tant que membre associé en 1924, il lui faut vingt ans pour être admise en tant que membre à part entière. Une précédente tentative d'adhésion en 1920 avait été rejetée. En 1946, Holmes fonde le cabinet d'ingénierie Holmes and Leather à Gillingham, dans le Kent, avec Sheila Leather membre du WES et future présidente (1950-1951). Elles n'emploient que des femmes. Sur la base d'un modèle créé par Holmes, cette société crée le premier massicot sécurisé pour le papier, ce qui permet de l'introduire dans les écoles. En 1951, tout en étant directrice générale de Holmes and Leather, Holmes prend un poste supplémentaire à temps partiel de directrice technique de Calnorth Ltd, Engineers, de Marlborough Street à Londres.
En 1955, la Women's Engineering Society publie une brochure compilée par Holmes, Training and Opportunities for Women in Engineering, été révisée par Holmes et Lesley S. Souter en 1958. Holmes joue un rôle important dans la création du Women's Technical Services Register pendant la Seconde Guerre mondiale, qui comprenait un cours de formation pour les femmes travaillant dans le secteur des munitions afin de leur permettre de postuler à des postes tels que dessinateurs juniors et assistants de laboratoire,.
Elle meurt le 20 février 1964, à 74 ans, à Whitehanger, Fernhurst, dans le Sussex de l'Ouest.

## Hommages
À partir de 1969, la Women's Engineering Society a soutenu une conférence annuelle Verena Holmes, donnée à divers endroits en Grande-Bretagne à des enfants âgés de neuf à onze ans pour encourager l'intérêt pour l'ingénierie,. En 1972, Cicely Thompson effectue une tournée en Grande-Bretagne pour présenter les conférences. La série de conférences s'est poursuivie pendant de nombreuses années jusqu'à ce que le fonds de conférences soit liquidé en 2009. L'Institute of Mechanical Engineers dispose désormais d'un prix Verena Winifred Holmes décerné pour la première fois en 2015.
L'anniversaire de Verena Holmes, le 23 juin, coïncide avec la Journée internationale des femmes ingénieures en Angleterre et elle est commémorée dans le cadre de cette célébration.
Le 8 mars 2021, l'Université Canterbury Christ Church ouvre officiellement le « Verena Holmes Building », un bâtiment STEM de 65 millions de livres sterling nommé en son honneur, pour coïncider avec la Journée internationale de la femme.
Le 23 juin 2022, le Science Museum de Londres rend un hommage à Verena Holmes pour célébrer le 133e anniversaire de sa naissance.